# 百舌鳥八幡駅
百舌鳥八幡駅（もずはちまんえき）は、大阪府堺市堺区向陵東町二丁にある、南海電気鉄道高野線の駅。駅番号はNK58。
準急、各停が停車する。
泉北高速鉄道の車内のLED案内表示機（泉北5000系・泉北7000系）では、「もず八幡」と混ぜ書き表記されている。

## 歴史
- 1900年（明治33年）9月7日[2]：高野鉄道の大小路（現・堺東） - 西村（現・初芝）間に（臨時）百舌鳥駅として新設。毎年旧暦8月の百舌鳥八幡例祭時期に営業。
- 1913年（大正2年）12月27日：百舌鳥八幡駅に改称の旨届出があったと官報掲載[3]。
- 時期不明 - 通年営業の常設駅に。[要出典]
- 1915年（大正4年）4月30日：社名変更により大阪高野鉄道の駅となる。
- 1922年（大正11年）9月6日：会社合併により南海鉄道の駅となる。
- 1944年（昭和19年）6月1日：会社合併により近畿日本鉄道の駅となる。
- 1947年（昭和22年）6月1日：路線譲渡により南海電気鉄道の駅となる。
- 1968年（昭和43年）7月25日：構内踏切を廃し、跨線橋を設ける[4]。
- 2012年（平成24年）
  - 1月5日：高野山方面行ホーム側に駅舎（改札）を新設し、跨線橋を閉鎖。
  - 4月1日：駅ナンバリングが導入され、使用を開始[5][6]。
- 2013年（平成25年）4月1日：駅係員無人化を開始。

## 駅構造

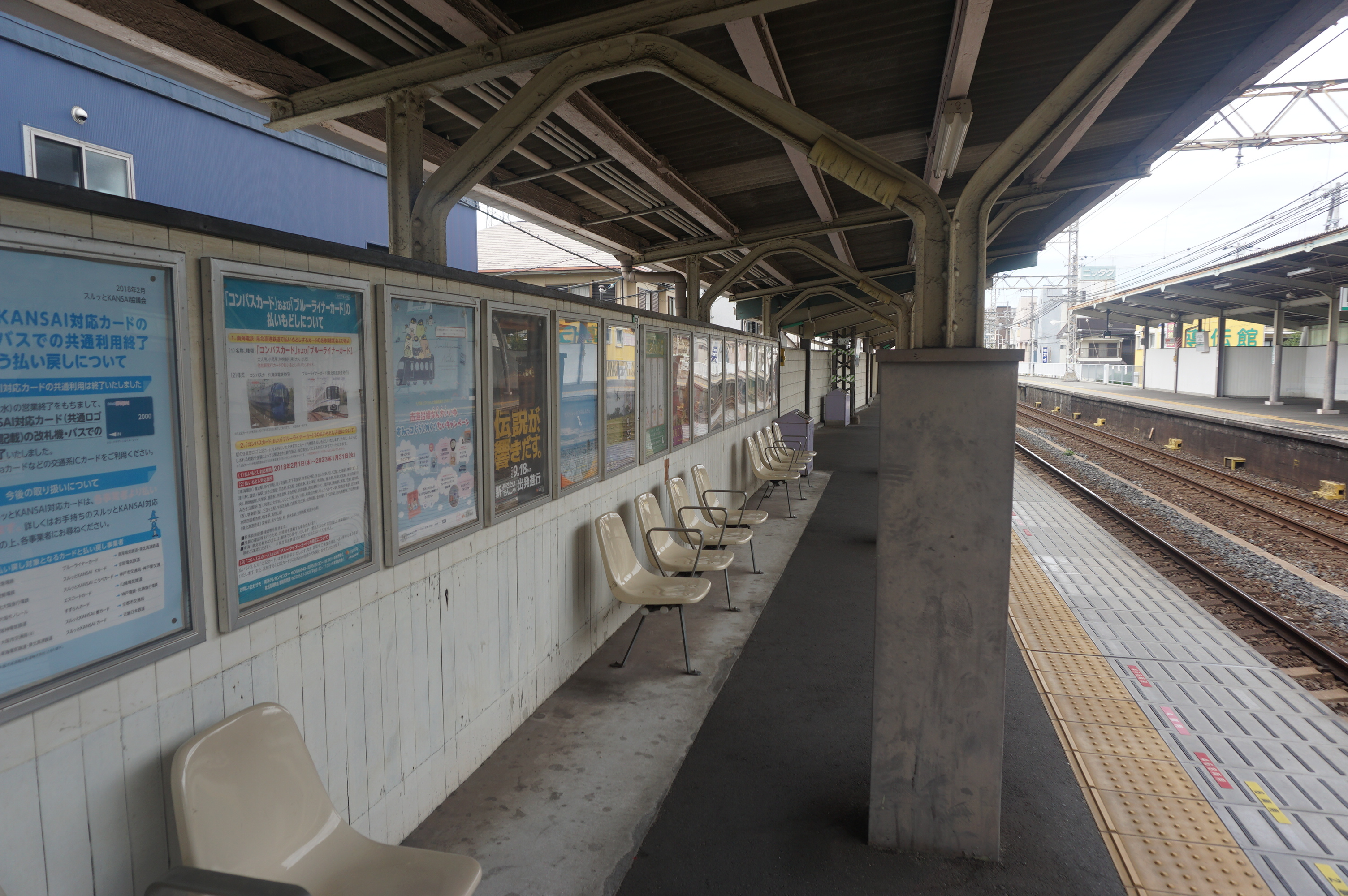
古レールが使われた上りホームの上屋

相対式2面2線のホームを持つ地平駅。ホーム有効長は10両。駅舎（改札口）は上下線別々でともに高野山寄りにあり、入場後のホーム間の移動はできない。2012年1月5日朝まではなんば方面ホームのみ駅舎（改札口）があり、高野山方面行ホームとは跨線橋で連絡していた。かつてその駅舎の改札付近が狭く自動改札機の配置位置が特殊であったが、2006年に駅舎がリニューアルされ改善された。なお、前述の跨線橋撤去後2012年3月末にバリアフリー化（上下線ホームにそれぞれスロープを設置）された。

### のりば
| のりば | 路線   | 方向 | 行先       |
| ------ | ------ | ---- | ---------- |
| 1      | 高野線 | 下り | 高野山方面 |
| 2      | 高野線 | 上り | なんば方面 |

## 利用状況
2019年（令和元年）次の1日平均乗降人員は4,545人（乗車人員：2,269人、降車人員：2,276人）で、南海全100駅中53位である。
近年の1日平均乗降・乗車人員の推移は下表の通り。
| 年次   | 1日平均 乗降人員 | 1日平均 乗車人員 | 順位 | 出典   |
| ------ | ---------------- | ---------------- | ---- | ------ |
| 1990年 | 5,470            | 2,682            | -    | [ 9 ]  |
| 1991年 | 5,463            | 2,693            | -    | [ 10 ] |
| 1992年 | 5,468            | 2,741            | -    | [ 11 ] |
| 1993年 | 5,413            | 2,703            | -    | [ 12 ] |
| 1994年 | 5,095            | 2,527            | -    | [ 13 ] |
| 1995年 | 4,983            | 2,477            | -    | [ 14 ] |
| 1996年 | 4,880            | 2,429            | -    | [ 15 ] |
| 1997年 | 4,967            | 2,514            | -    | [ 16 ] |
| 1998年 | 4,898            | 2,507            | -    | [ 17 ] |
| 1999年 | 4,597            | 2,361            | -    | [ 18 ] |
| 2000年 | 4,566            | 2,331            | -    | [ 19 ] |
| 2001年 | 4,487            | 2,289            | -    | [ 20 ] |
| 2002年 | 4,468            | 2,276            | -    | [ 21 ] |
| 2003年 | 4,385            | 2,230            | -    | [ 22 ] |
| 2004年 | 4,227            | 2,149            | 57位 | [ 23 ] |
| 2005年 | 4,192            | 2,128            | -    | [ 24 ] |
| 2006年 | 4,127            | 2,089            | -    | [ 25 ] |
| 2007年 | 4,144            | 2,099            | -    | [ 26 ] |
| 2008年 | 3,995            | 2,002            | -    | [ 27 ] |
| 2009年 | 3,971            | 1,995            | -    | [ 28 ] |
| 2010年 | 3,951            | 1,985            | -    | [ 29 ] |
| 2011年 | 3,964            | 1,991            | 57位 | [ 30 ] |
| 2012年 | 4,138            | 2,087            | -    | [ 31 ] |
| 2013年 | 4,228            | 2,140            | 57位 | [ 32 ] |
| 2014年 | 4,278            | 2,159            | 55位 | [ 33 ] |
| 2015年 | 4,338            | 2,189            | 54位 | [ 34 ] |
| 2016年 | 4,404            | 2,220            | 54位 | [ 35 ] |
| 2017年 | 4,548            | 2,296            | 54位 | [ 36 ] |
| 2018年 | 4,535            | 2,284            | 53位 | [ 37 ] |
| 2019年 | 4,545            | 2,269            | 53位 | [ 38 ] |

## 駅周辺

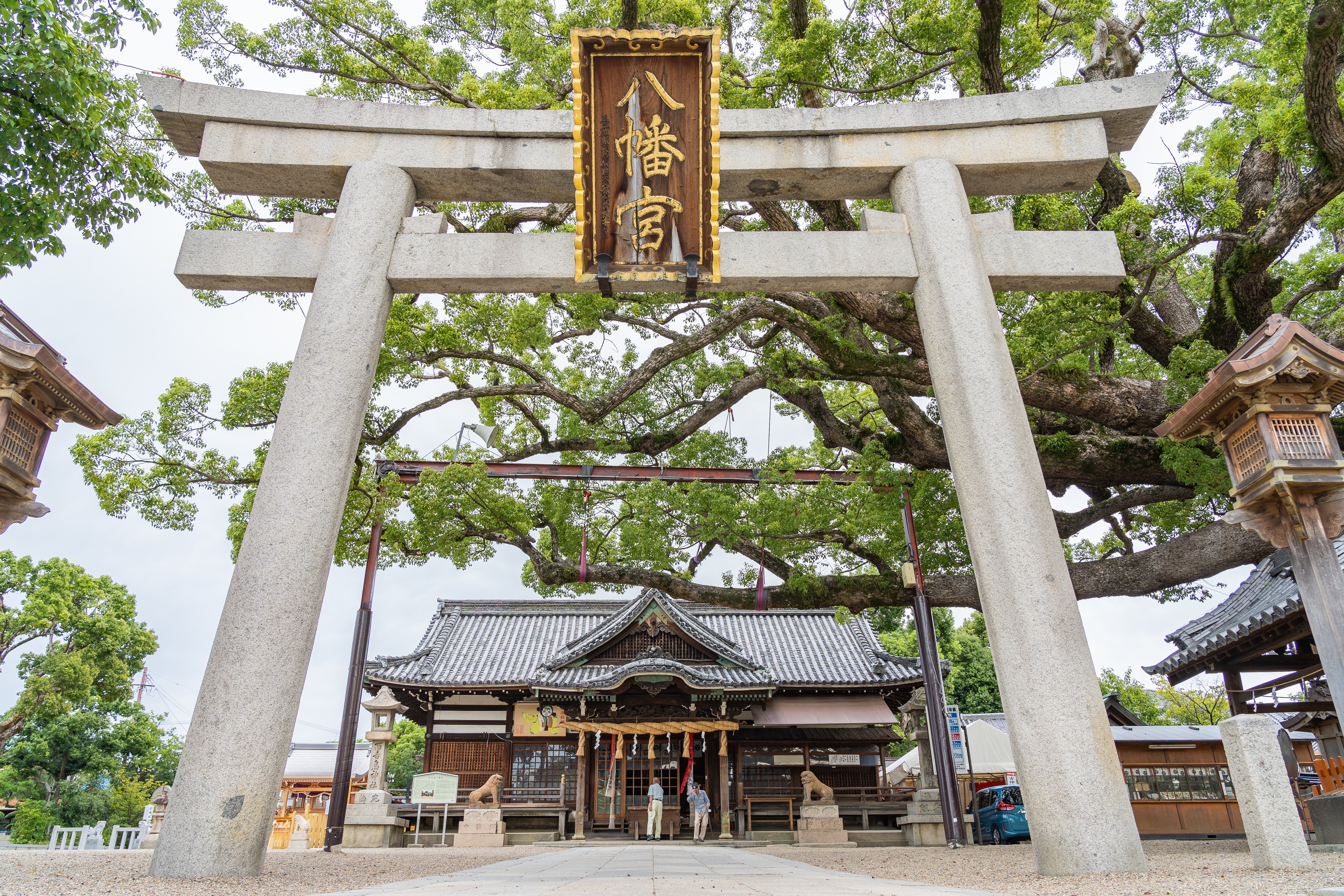
百舌鳥八幡宮

駅の東側には高層マンションがあり、その北に向陵公園がある。駅の西側は住宅街となっている。2007年に駅前の踏切の改善工事が行われ、歩道が備え付けられた。
- 百舌鳥八幡宮
  - もず八幡前バス停 - 田園線（堺東駅から深井駅を経由してあみだ池まで運行）と堺東泉ヶ丘線（中百舌鳥駅から小阪を経由して伏尾または中老人福祉センターまで運行）が発着するが、百舌鳥八幡駅より中百舌鳥駅に近い。また田園線のバス停は百舌鳥八幡宮の至近距離であるが、堺東泉ヶ丘線のバス停はときはま線沿いに存在し両バス停の乗り継ぎにも難がある。
- 万代寺
- 円通寺
- 堺向陵東郵便局
- 堺市立堺高等学校
- 清恵会医療専門学院
- 旧是枝近有邸
- サンディ 堺長曽根店

※かつては駅付近の商店沿いにイズミヤ百舌鳥店があったが、2021年10月3日に閉店した。

## 隣の駅
南海電気鉄道
 高野線

■快速急行・■急行・■区間急行
通過
■準急・■各停
三国ヶ丘駅 (NK57) - 百舌鳥八幡駅 (NK58) - 中百舌鳥駅 (NK59/SB01)
- 駅名右の括弧内において、NKは南海の、SBは泉北高速鉄道の、それぞれ駅番号を示す。